# Parler tout bas
"Parler Tout Bas" (tiếng Anh: "Speak Softly") là đĩa đơn thứ ba của Alizée phát hành vào tháng 4 năm 2001.

## Danh sách track
Đĩa đơn của Polydor
1. "Parler tout bas" — 4:35
2. "Parler tout bas" (nhạc khí)" — 4:35

Nhạc số
1. "Parler tout bas" — 4:35